# Grundwassertiere
Grundwassertiere (auch Stygo- oder Grundwasserfauna) nennt man die Tierarten, die das Grundwasser besiedeln und die mehr oder weniger vollkommen an diesen besonderen Lebensraum adaptiert sind, dazu zählen auch die Höhlenwassertiere. Die Gesamtheit der Lebensformen im Grundwasser nennt man auch Stygobionta.

## Grundwasser als Lebensraum
Als Grundwasser wird von Hydrogeologen das gesamte Wasser behandelt, das unter der Erdoberfläche in Spalten und Hohlräumen von Fest- oder Lockergesteinen, in diesem Zusammenhang als Grundwasserleiter bezeichnet, zirkuliert. Grundwasser als Lebensraum wird geprägt von den Eigenschaften des Grundwasserleiters, vor allem von dessen Porengröße und Porenvolumen, von den chemischen Eigenschaften des Wassers, zum Beispiel Calciumgehalt und pH-Wert und von Einflüssen von der Oberfläche her, zum Beispiel Zufluss versickernden Oberflächen- oder Regenwassers mit darin enthaltenen Nährstoffen. Im lichtlosen Medium des Grundwassers spielt die Primärproduktion keine Rolle, alle Grundwasser-Ökosysteme mit ihrer Tierwelt sind daher auf die Zufuhr von Nährstoffen von der Oberfläche her angewiesen.
Massiver, unverwitterter Fels besitzt keine Hohlräume, in denen Wasser zirkulieren könnte, er ist ein Grundwassernichtleiter oder Aquiclude. Wie die als Aquitarden bezeichneten Gesteinsarten mit extrem geringen Porenvolumen spielen sie als Lebensraum für Grundwassertiere keine Rolle. Unter den eigentlichen Grundwasserleitern (nach der Verwendung im englischen Sprachraum als Aquifer bezeichnet) werden mehrere Typen unterschieden, die sich in ihrer Eigenschaft als Habitate grundlegend unterscheiden:
- Porengrundwasserleiter sind Locker- oder Festgesteine, in denen Wasser in den Hohlräumen zwischen den Einzelkörnern (je nach Körnung Sand oder Kiese) zirkulieren kann. Die gebildeten Hohlräume sind klein (im Mikrometer- bis Millimeterbereich), nehmen aber einen erheblichen Volumenanteil des Gesteins ein. Sie bilden ein zusammenhängendes Hohlraumsystem aus.
- in Spaltengrundwasserleitern zirkuliert Wasser in den Spalten und Sprüngen eines zerscherten oder zerbrochenen Festgesteins.
- Karstgrundwasserleiter sind Spaltengrundwasserleiter in wasserlöslichen Gesteinen, vor allem Kalkstein und Gipsstein, bei denen das in den Spalten zirkulierende Wasser die Gesteine teilweise auflöst und so die Hohlräume vergrößert. Die entstehenden Hohlräume können gewaltige Dimensionen erreichen und, auch dem Menschen zugängliche, Höhlen, ausbilden. Nur in Karstgrundwasserleitern mit ihren großen Hohlräumen können Wirbeltiere wie Fische oder Amphibien im Grundwasser vorkommen.

Grundwasser als Lebensraum besitzt aufgrund dieser Bedingungen eine Reihe von Besonderheiten: Es ist durch die fehlende Primärproduktion arm an Nährstoffen (oligotroph). Der Gehalt an gelöstem Sauerstoff ist meist ebenfalls vermindert, da durch die Entfernung von der Oberfläche verbrauchter Sauerstoff nicht aus der Luft nachdiffundieren kann. Die Temperatur ist im Jahresgang sehr gleichmäßig, Unterschiede zwischen den Jahreszeiten sind kaum ausgeprägt. Aufgrund dieser Faktorenkombination, und zusätzlich des meist geringen Porenvolumens mit extrem beengtem Platz zum Leben und dem völligen Fehlen von Licht, besitzt das Grundwasser eine sehr eigenständige Fauna, die kaum gemeinsame Arten mit derjenigen von Oberflächengewässern aufweist. Diese werden mit dem Fachausdruck Stygobionta, oder auch Stygobite, bezeichnet.
Die Grundwasserfauna wird von derjenigen benachbarter, verwandter oder in räumlichem Kontakt stehenden Lebensräume nach dem Vorhandensein dieser spezialisierten Arten unterschieden:
- Das Lückensystem unterhalb von Oberflächengewässern hat mit dem Grundwasser viele seiner Eigenschaften gemeinsam, unterscheidet sich aber durch den stärkeren Wasseraustausch mit der ständigen Zufuhr von Nährstoffen. Außerdem weist es eine Reihe von Arten auf, die vertikal zwischen oberirdischen und unterirdischen Gewässern wandern. Es wird deshalb, mit einem eigenen Fachausdruck, als hyporheisches Interstitial bezeichnet. Einige Limnologen betrachten es allerdings als einen Sonderfall des Grundwassers und fassen seine Fauna mit derjenigen des „echten“ Grundwassers zusammen.
- In Karstgebieten können Oberflächengewässer wie Flüsse in Ponoren im Untergrund verschwinden und unterirdisch als Höhlenflüsse weiterfließen. Auch deren Fauna gehört nach verbreiteter Auffassung nicht zum „eigentlichen“ Grundwasser.
- Das oberflächennahe Porensystem in Böden und Gesteinen kann je nach Niederschlagsmengen wasser- oder auch luftgefüllt sein. In Karstgebieten wird es als vadose Zone von der ständig wasserführenden phreatischen Zone unterschieden, dafür wurde in jüngerer Zeit der Fachbegriff Epikarst eingeführt. Hier leben noch zahlreiche stygobionte Tierarten,[4] diese mischen sich aber mit Arten anderer Spezialisierung. Obwohl viele Limnologen und Hydrogeologen diesen Bereich nach der von ihnen verwendeten Definition nicht mit zum eigentlichen Grundwasser zählen, wird er wegen der Ähnlichkeit der Lebensgemeinschaft oft gemeinsam damit betrachtet.
- ein besonderes Problem ist die Abgrenzung der Fauna des Karstgrundwassers zur Höhlenfauna. Diese wird mit einem eigenen Fachbegriff als „Troglobios“, ihre Arten als „troglobiont“ bezeichnet. Eine eigenständige Fauna der Höhlen, die sich von derjenigen nur dezimeter- bis zentimeterbreiter Spaltensysteme im Karbonatgestein (die daher dem Menschen nicht mehr direkt zugänglich ist), ist vor allem bei luftatmenden Artengruppen ausgeprägt.[5] Obwohl einige Wissenschaftler die Karstfauna der größeren Hohlräume von der eigentlichen Grundwasserfauna ausschließen wollen, betrachten die meisten beide als einen zusammengehörigen Lebensraum. Oft werden diejenigen aquatischen Arten troglobiont genannt, die zufällig in Höhlen gefunden werden oder zuerst gefunden wurden.
- Quellen als natürliche Grundwasseraustritte an der Oberfläche besitzen eine eigenständige Fauna. Diese wird in der limnologischen Fachliteratur als Krenal bezeichnet. Obwohl gelegentlich Grundwassertiere hierher ausgespült werden, können viele von ihnen hier nicht auf Dauer leben.

Die untere Grenze der Grundwasserfauna ist kaum erforscht, es liegen aber Zufallsbeobachtungen von Grundwassertieren aus Tiefen von mehreren Hundert Metern vor. Die absolute Grenze muss bei etwa 2000 Meter angenommen werden, wenn der Gebirgsdruck auch wassergefüllte Hohlräume schließt. Auch in den Zonen darüber ist von extremen Bedingungen auszugehen, unter anderem weil in so großen Tiefen die Wassertemperatur schon stark ansteigt, während das Nährstoffangebot und der Sauerstoffgehalt immer stärker absinken.

## Anpassungen
Grundwassertiere sind meist pigmentlos, durchscheinend oder weiß, und augenlos, da sie im Untergrund ohne Licht leben. Kommen sie in belichtete Lebensräume, können sie dort durch die Ultraviolettstrahlung des Sonnenlichts geschädigt werden. Viele sind nicht völlig blind, sie besitzen einen Lichtsinn in der Haut. Bei Belichtung reagieren sie mit Fluchtreaktionen (photophob). Der Tastsinn und chemische Sinne sind meist besonders gut ausgebildet. Aufgrund des beengten Porenvolumens, vor allem in Porengrundwasserleitern, sind die meisten sehr klein, meist deutlich kleiner als ihre in Oberflächengewässern lebenden Verwandten. Auch die Länge von Körperanhängen wie Antennen oder Ruderbeinen ist meist reduziert (sie können aber bei Tieren der eigentlichen Höhlenfauna, die in weniger beengten Höhlungen leben, auch verlängert sein). Viele besitzen eine wurmartig gestreckte Körpergestalt, mit der sie durch das enge Hohlraumsystem schwimmen oder gleiten oder sich durch enge Spalten stemmen können.
Viele Grundwassertiere können verminderten Sauerstoffgehalt im Wasser tolerieren, allerdings können sie nicht in völlig sauerstofffreiem, anoxischem Wasser leben. Viele Arten zeichnen sich durch ständige Atembewegungen aus, um einen Wasserstrom zu erzeugen, der Sauerstoff heranführt. Ansonsten bewegen sie sich weniger und legen meist nur geringe Strecken zurück. Aufgrund der Nährstoffarmut im Grundwasser ist meist die Stoffwechselrate und die Vermehrungsrate geringer als bei Arten der Oberflächengewässer. Häufig sind die Tiere aber langlebiger. Hierbei kommt ihnen die geringere Prädation und Konkurrenz und die extrem gleichförmigen Lebensbedingungen zugute. Zusammengenommen gelten sie als besonders gut angepasst an eigentlich lebensfeindliche, widrige Umweltbedingungen, bei nur geringer Anpassung aufgrund von biotischen Beziehungen, dies wurde als „A-Strategie“ (vom englischen adversity selection) zusammengefasst. Allerdings reagieren viele Arten dadurch besonders empfindlich auf Wasserverschmutzung und andere nachteilige Einflüsse von der Oberfläche her.
Grundwasser ist im Regelfall Süßwasser. Eine Reihe von typischen Grundwassertieren kann aber auch in versalztem Grundwasser und Brackwasser leben. Einige Gruppen kommen sogar im Lückensystem mariner Sedimente, also im Meerwasser, vor. Bei einigen Tiergruppen nimmt man an, dass sie das Grundwasser auf diesem Wege direkt kolonisiert haben, also niemals in limnischen Oberflächengewässern vorgekommen sind. Dazu gehört zum Beispiel der „Urringelwurm“ Troglochaetus beranecki.
In der Grundwasserfauna sind eine Reihe von Reliktformen auffallend. Dabei handelt es sich um Nachfahren von in früheren Erdzeitaltern in Oberflächengewässern lebenden Gruppen, die dort heute ausgestorben sind und nur im Grundwasser überleben konnten. Dazu gehören viele Krebstiere wie etwa die Brunnenkrebse oder die Thermosbaenacea.

## Biodiversität
Global wurden für das Bezugsjahr 1986 etwa 7.000 bekannte Arten von Grundwassertieren angegeben. In Europa sind es etwa 1.220 (unter Einschluss der aquatischen Höhlenfauna). Damit liegt ihre Artenzahl niedriger als diejenige der luftatmenden Höhlenfauna mit ihren zahlreichen spezialisierten Insektenarten. Vergleicht man die Grundwasserfauna mit derjenigen der limnischen Oberflächengewässer (Fließgewässer und Stillgewässer), zeigen sich markante Unterschiede. So gibt es beinahe keine spezialisiert im Grundwasser lebenden Insektenarten (selbst global werden nur 24 Arten angegeben), während Krebstiere auffallend gut repräsentiert sind, so dass ihre Artenzahl diejenige der Oberflächengewässer derselben Region sogar übersteigen kann. Etwa 40 Prozent der europäischen Krebstierarten gehören zur Grundwasserfauna. Sechs Ordnungen der Krebstiere, Mystacocarida, Gelyelloida (zu den Ruderfußkrebsen gehörend), Syncarida (mit den Brunnenkrebsen), Mictacea, Thermosbaenacea (beides Ranzenkrebse) und Remipedia sind beinahe ausschließlich stygobiont, wobei Thermosbaenacea und Remipedia allerdings weit überwiegend in salzwasserführenden (sogenannten anchialinen) Gewässern leben. Aus Höhlengewässern werden 92 Fischarten und 14 Amphibienarten angegeben, in Europa jeweils nur eine (Delminichthys adspersus und der Grottenolm), die beide nur im dinarischen Karst der Balkanhalbinsel leben.
Das Verteilungsmuster der Arten ist dabei zwischen unterirdischen und oberirdischen Gewässern verschieden. Meist ist das Grund- und Höhlengewässer lokal eher artenarm (geringe Alpha-Diversität) mit oft nur einer Art pro Gattung an jeder untersuchten Lokalität, auch besonders artenreiche Gewässer wie einige dinarische Karstgewässer überschreiten selten etwa 40 Arten. Da aber die meisten Grundwasserarten, zumindest außerhalb der in den letzten Eiszeiten vergletscherten Regionen, lokale Endemiten mit kleinem Verbreitungsgebiet sind, erreichen sie (aufgrund der höheren Beta-Diversität) in größeren Regionen dieselbe Artenzahl wie diejenige in den Oberflächengewässern. Zudem zeigte sich, dass die wenigen weit verbreiteten Grundwassertiere meist Komplexe aus Kryptospezies darstellen, die sich zwar genetisch, aber nicht morphologisch unterscheiden lassen. Für Spanien wird abgeschätzt, dass keine, oder nur extrem wenige, makroskopische Arten des Grundwassers Verbreitungsgebiete besitzen, deren Durchmesser etwa 200 Kilometer überschreiten würde.
In ihrer Ernährungsweise sind die meisten Grundwassertiere unspezialisiert, echte Pflanzenfresser fehlen vollständig, spezialisierte Räuber sind selten.

### Ausgewählte Artengruppen

#### Ruderfußkrebse
Ruderfußkrebse, wissenschaftlicher Name Copepoda, sind die artenreichste Gruppe der Krebstiere. Von den mehr als 2.800 im Süßwasser lebenden Arten (Stand: 2008) kommen etwa 1.000 im Grundwasser vor. Sie sind damit im Grundwasser die artenreichste Tiergruppe überhaupt. Da die Copepoden generell kleine Tiere sind, konnten sie das Grundwasser leichter kolonisieren, dennoch ist in vielen Verwandtschaftsgruppen eine weitere Abnahme der Körpergröße ausgeprägt. Zahlreiche Arten weisen einen vereinfachten Körperbau mit zahlreichen morphologischen Rückbildungen (Reduktionen) auf, die oft auf Pädomorphose (verkürzte Entwicklung, bei der die geschlechtsreifen Tiere Merkmale der Larvenstadien behalten) zurückgehen. Vorteil für die Tiere könnte bessere Beweglichkeit in den engen Hohlraumsystemen sein. Die meisten Grundwassercopepoden gehören zu den Ordnungen Cyclopoida und Harpacticoida. Die kleine Ordnung der Gelyelloida, die nur drei Arten umfasst, ist ausschließlich von dort bekannt (sie leben im Karst Südosteuropas und Nordamerikas). Generell sind Karstgrundwasserleiter und Porengrundwasserleiter von Copepoden etwa genauso artenreich besiedelt.

#### Höhlenflohkrebse
Höhlenflohkrebse der Gattung Niphargus gehören zu den im Grundwasser artenreich vertretenen Flohkrebsen (Ordnung Amphipoda). Unter den mehr als 330 Arten der Gattung leben allein fast 50 im dinarischen Karst, davon nur 10 gelegentlich auch in Oberflächengewässern. Viele der Arten sind morphologisch außerordentlich ähnlich und sehr schwierig unterscheidbar, einige nur nach genetischen Markern (kryptische Arten). Die Gattung ist in Mittel- und Südeuropa, der Schwarzmeerregion, Anatolien, östlich bis in die Gebirge des Iran, verbreitet. Sie ist im Mittelmeerraum artenreich, nördlich der Alpen artenarm und fehlt in Skandinavien. Dies wird auf den Einfluss der Eiszeiten zurückgeführt. Sie konnte aber z. B. so weit nördlich wie in Irland und Südengland die letzte Eiszeit überdauern, wie sich am Vorkommen zahlreicher endemischer Arten hier zeigt. Die Nordgrenze der Verbreitung stimmt fast perfekt mit der Südgrenze der Vereisung in der Weichsel-Eiszeit überein. Im Vergleich zu Gammariden der Oberflächengewässer sind Höhlenflohkrebse schlanker und graziler gebaut und augenlos. Im Gegensatz zu Oberflächenarten können einige untersuchte Arten völliges Fehlen von Sauerstoff (Anoxie) mehrere Tage und sehr geringe Sauerstoffgehalte sogar monatelang überleben.

#### Grundwasser- und Quellschnecken
Mollusken sind im Grundwasser weit und teilweise artenreich verbreitet. Mit sehr wenigen Ausnahmen, wie der bestandsgefährdeten Muschel Congeria kusceri im dinarischen Karst, handelt es sich um Schneckenarten. Fast alle Arten sind sehr klein, mit dünnem, teilweise transparentem Gehäuse und weiß gefärbt. Fast alle Grundwasserschnecken gehören zu den Wasserdeckelschnecken und werden dort zur Familie der Hydrobiidae im weiteren Sinne gerechnet (Überfamilie Rissooidea). Weltweit wurden 2005 etwa 350 Arten angegeben (Grundwasser und Höhlengewässer hier zusammengefasst), wobei innerhalb der Gruppe in den Jahren seitdem viele Arten, z. T. sogar Gattungen, neu beschrieben worden sind. Obwohl weltweit verbreitet, gelten zwei Regionen der Welt als besonders artenreich, der dinarische Karst in Europa und Südostasien. In jüngerer Zeit wurde nach intensiven Untersuchungen die Iberische Halbinsel als weitere Region mit vergleichbarem Artenreichtum identifiziert. Zur Ökologie der meisten Arten ist fast nichts bekannt, nicht wenige sind nur nach leeren Schalen, die aus Karstgewässern an die Oberfläche gespült worden waren, beschrieben worden. Innerhalb der, hauptsächlich in Quellen verbreiteten Gattung der Quellschnecken (Bythinella) konnte gezeigt werden, dass die Arten der Stygofauna durch konvergente Evolution in ihren Merkmalen sekundär ähnlicher geworden sind.
Häufigste Grundwasserschnecken Mitteleuropas sind die Arten der Gattung Bythiospeum. Hier wurden, meist nach Details der Schalenmorphologie, aus Mitteleuropa zahlreiche Arten beschrieben. Nach genetischen Daten scheint die Gattung allerdings tatsächlich deutlich artenärmer. So kommen in Deutschland, anstatt, wie früher vermutet bis zu 25, wohl nur drei Arten vor.

#### Ringelwürmer
Ausschließlich aus Karst- und Höhlengewässern sind eine Reihe von Egel-Arten in Südeuropa bekannt geworden, die zur Familie Erpobdellidae gehören. Hierher gehört auch die 2001 im dinarischen Karst neu entdeckte Art Croatobranchus mestrovi mit sehr ungewöhnlicher Morphologie, unter anderem seitlichen Fortsätzen. Typischer für Grundwasser-Lebensräume sind aber die Wenigborster (Oligochaeta). Diese sind in allen untersuchten Grundwasser-Ökosystemen vertreten. Es sind gut 100 spezialisierte stygobionte Arten bisher beschrieben worden, wobei die außereuropäische Fauna noch kaum untersucht worden ist. Auch in dieser Gruppe überwiegen Arten mit sehr kleinem Verbreitungsgebiet (Lokalendemiten), es kommen aber öfters auch weit verbreitete Arten aus Oberflächengewässern im Grundwasser vor. Wenigborster des Grundwassers sind morphologisch nicht von anderen limnischen Arten und von vielen Arten der Bodenfauna unterscheidbar, man kann sagen, dass sie an diesen Lebensraum präadaptiert sind. Die artenreichsten Gattungen, Trichodrilus (Familie Lumbriculidae) und Rhyacodrilus (Familie Tubificidae), besitzen auch in Oberflächengewässern zahlreiche Arten. Obwohl angenommen wird, dass Ringelwürmer im Grundwasser vermutlich von hoher ökologischer Bedeutung sind, sind sie in dieser Hinsicht bisher kaum erforscht.

#### Höhlenfische

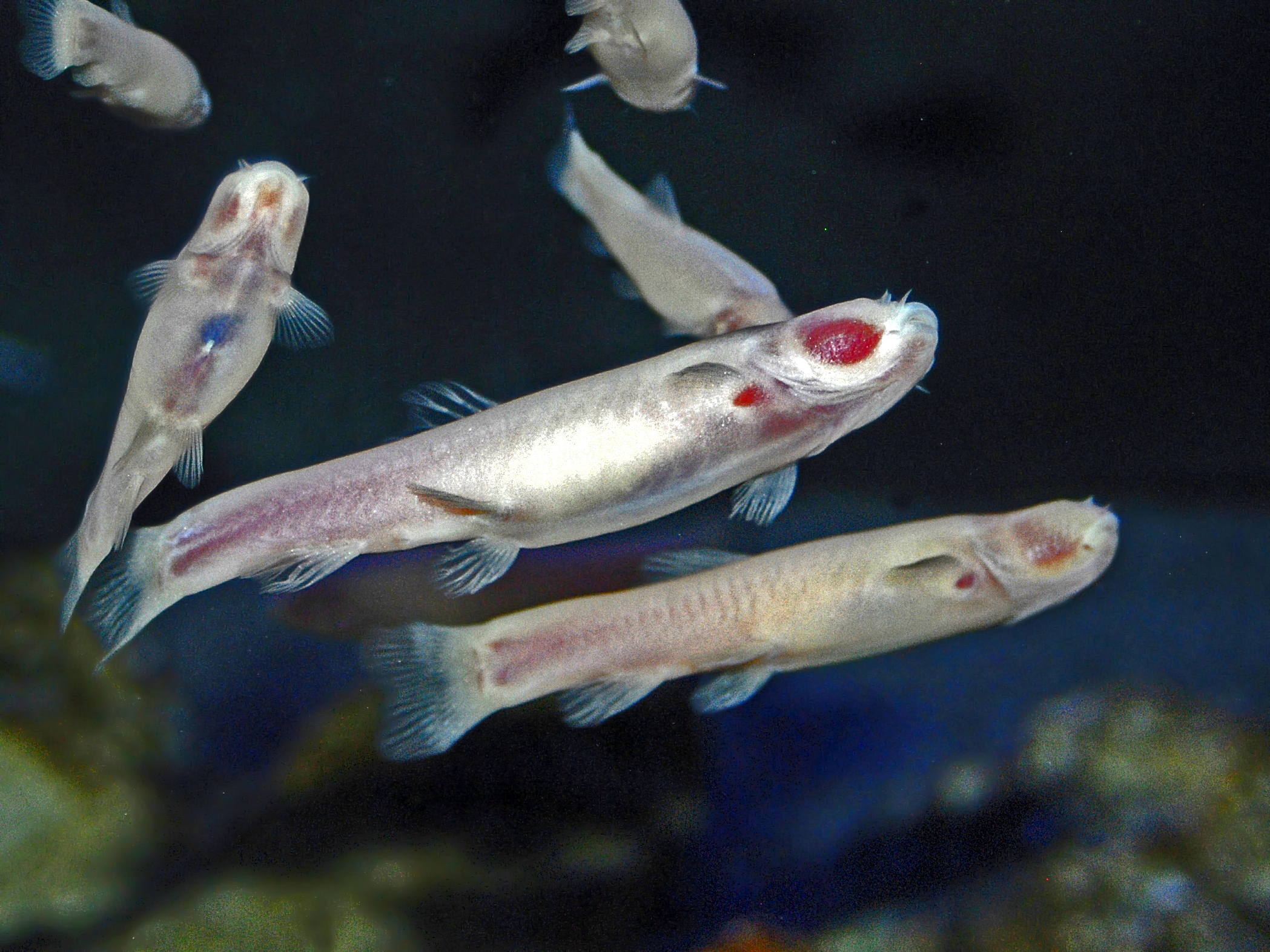
Der Höhlenfisch Phreatichthys andruzzii aus somalischen Höhlengewässern

Höhlenfische kommen ausschließlich in Höhlen und breiten Spalten in Karstgrundwasserleitern vor und werden daher von zahlreichen Forschern nicht zur eigentlichen Grundwasserfauna gerechnet. Weltweit sind mehr als 80 Arten, Unterarten oder Lokalpopulationen von Höhlenfischen beschrieben worden, die sich auf acht Ordnungen verteilen, und es werden noch laufend neue entdeckt. So hat im Jahr 2016 die Entdeckung der Schmerlenart Eidinemacheilus proudlovei im Irak einige Aufmerksamkeit erregt. Fast alle Höhlenfische sind Abkömmlinge von in limnischen Oberflächengewässern weit verbreiteten Gattungen und Familien, in einigen Fällen leben sie in direktem Kontakt mit nahe verwandten oberirdischen Populationen. Die meisten dieser verwandten Arten sind an geringe Belichtungsverhältnisse präadaptiert, zum Beispiel nachtaktiv. Auch für Höhlenfische ist eine, je nach Art unterschiedlich weit vorangeschrittene, Rückbildung der Augen und eine weiße (manchmal rosa oder gelbliche) Färbung charakteristisch, die durch geringeren Gehalt des Pigments Melanin in der Haut verursacht wird. Sie ist erblich, bei einigen Arten ist aber bei künstlicher Belichtung ein Nachdunkeln feststellbar. Zum Ausgleich für den Verlust des optischen Sinns sind oft andere Sinne verbessert. So besitzt der in Yucatán lebende Typhliasina pearsei (Familie Dinematichthyidae) ein durch ein Hohlraumsystem im Kopfbereich stark verbessertes Seitenlinienorgan, das als Ferntastsinn wirkt. Bei anderen wie den amerikanischen Amblyopsidae (Blindfische) ist dieses dagegen eher schwach ausgeprägt, sie besitzen dafür verbesserte chemische Sinne. Viele Höhlenfische besitzen einen verbreiterten Kopf. Der Grund ist umstritten, möglicherweise erleichtert er die sensorische Orientierung.
Genauere genetische Untersuchungen, die vor allem bei nord- und zentralamerikanischen Arten durchgeführt worden sind, haben ergeben, dass auch bei den Höhlenfischen die scheinbar verbreiteteren Arten in Wirklichkeit komplexe lokalendemische kryptische Arten oder Lokalpopulationen darstellen. Dies gilt etwa für die im mexikanischen Cueva de Villa Luz lebenden Höhlenpopulation  der Atlantikkärpflinge oder den häufigsten Höhlenfisch Nordamerikas, Typhlichthys subterraneus Normalerweise kommt in jedem Höhlensystem nur eine Höhlenfischart vor, als große Ausnahme manchmal zwei. Die einzigen echten Höhlenfische Europas existieren im Höhlensystem des Aachtopfes. Sie gehören zu den Bachschmerlen, ihre Entdeckung wurde im April 2017 bekannt gegeben. Im dinarischen Karst gibt es eine Reihe von Arten, die zeitweise an der Oberfläche leben, aber bei sinkendem Wasserstand diesem in die unterirdischen Karsthohlräume folgen. Am besten an unterirdische Verhältnisse angepasst ist die Karpfenfischart Delminichthys adspersus.

## Grundwasserfauna Deutschlands
In Deutschland wurden bisher fast 500 Tierarten zumindest gelegentlich im Grundwasser gefunden, davon sind 178 spezialisierte, also stygobionte Tierarten. Die deutsche Fauna zeigt dabei ein deutliches Artengefälle mit Abfall der Artenzahl von Süden nach Norden, das sich auch in den benachbarten Ländern fortsetzt. An fast allen untersuchten Stellen sind die Krebstiere sowohl die individuen- wie auch die artenreichste Gruppe. Allerdings sind einige Gruppen wie die Fadenwürmer (Nematoda) und die Wassermilben nur von wenigen Spezialisten weltweit bestimmbar und daher kaum erforscht. Zur verbreiteteren stygobionten Fauna Deutschlands gehören, neben den Brunnenkrebsen und Höhlenflohkrebsen, auch die Höhlenasseln der Gattung Proasellus und die Schnecken der Gattung Bythiospeum. Die meisten der im Mittelmeerraum artenreich vertretenen Gruppen fehlen aber in Deutschland, wie auch in ganz Mittel- und Nordeuropa.
Bei mehrjährigen Untersuchungen zahlreicher Grundwassermessstellen des Bundeslandes Baden-Württemberg wurden insgesamt etwas mehr als 100 Arten gefunden. Dabei war die lokale Artendichte pro Messstelle allerdings gering mit durchschnittlich kaum mehr als zwei Arten pro Probe. Mehr als die Hälfte der Arten wurden nur in jeweils einem Prozent der Probenstellen, oder weniger, angetroffen. Mehr als ein Fünftel der Messstellen wiesen überhaupt keine Fauna auf. Allerdings war eine im Karst liegende Probenstelle in über 200 Meter Tiefe noch artenreich besiedelt. Bei den etwa 20 Arten mit regionalem Verbreitungsschwerpunkt zeigte sich ein auffallender Schwerpunkt jeweils in den Einzugsgebieten der großen Flüsse Rhein, Donau und Neckar. Dabei ergab sich eine Besonderheit: Die Fauna im Gebiet des Hochrheins ähnelte eher derjenigen des Donaugebiets. Dies liegt vermutlich daran, dass diese Region noch im Pliozän zum Donaugebiet gehörte (vgl. Artikel Urdonau).

## Trinkwassernetze
Grundwassertiere können auch vom Grundwasser, das zur Verwendung als Trinkwasser gefördert wird, in Trinkwassernetze übergehen, wo sie vor allem aus ästhetischen Gründen unerwünscht sind. Insbesondere technische Anlagen wie Sandfilter in Trinkwasseraufbereitungsanlagen können dicht besiedelt sein, wobei die Tiere hier durch den Abbau partikulärer organischer Substanz den Porenraum frei halten und damit eher nützlich sind. Während echte Grundwasserarten dabei in der Regel harmlos sind, können Arten mit Verbreitungsschwerpunkt in Oberflächengewässern durchaus zum Problem werden. So sind etwa stygobionte Höhlenasseln der Gattung Proasellus wie Proasellus slavus normalerweise kein besonderes Problem. Kommt hingegen die Wasserassel (Asellus aquaticus) in Leitungsnetzen vor, kann sie echte Massenvorkommen ausbilden. Die Art kann sich durch Abweiden des Biofilms in Rohrleitungen hier auch vermehren und dadurch unbegrenzt halten.